# ویلسون اودوبرت
ویلسون اودوبرت (انگلیسی: Wilson Odobert؛ زادهٔ ۲۸ نوامبر ۲۰۰۴) بازیکن فوتبال اهل فرانسه است که در حال حاضر برای باشگاه فوتبال برنلی بازی می‌کند. 
وی همچنین در تیم‌های ملی فوتبال زیر ۱۶ سال فرانسه، زیر ۱۸ سال فرانسه، زیر ۱۹ سال فرانسه، زیر ۲۰ سال فرانسه و زیر ۲۱ سال فرانسه بازی کرده است.